# Conclave de 1730

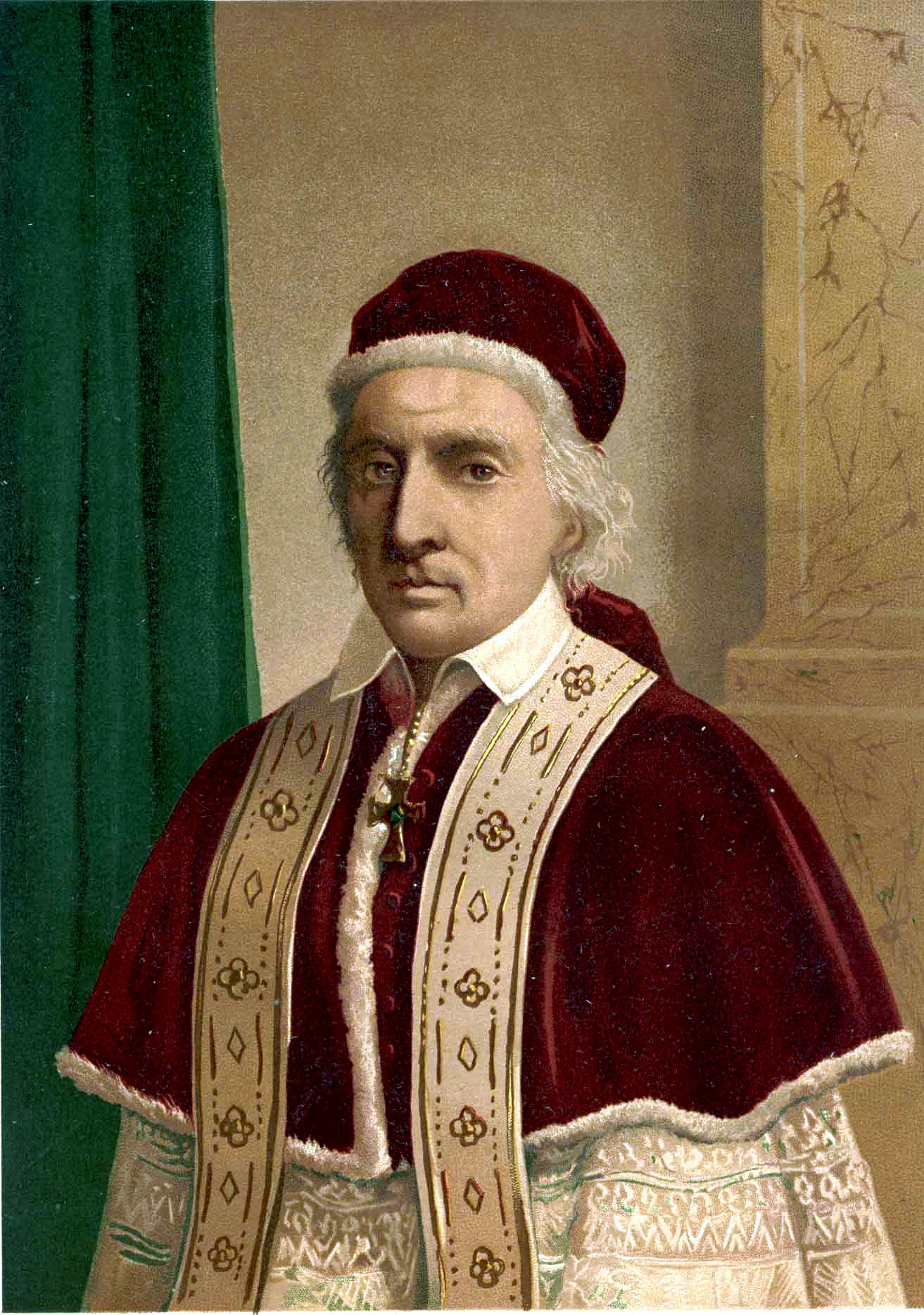
Clément XII

Le conclave de 1730 est convoqué à la mort du pape Benoît XIII, le collège des cardinaux se réunit du 5 mars  au 12 juillet 1730 et élit le cardinal Lorenzo Corsini comme successeur au Saint-Siège, ce dernier prend le nom de Clément XII.

## Déroulement du conclave
Rendu fort long par ses divisions à la fois religieuses et diplomatiques, marqué par des vetos et des luttes de clan, ce conclave ne débouche sur un compromis qu'après huit mois. L'atmosphère au décès de Benoît XIII était mauvaise à Rome, dont l'administration par le bras droit du pape, le cardinal Niccolò Coscia, avait laissé une telle hostilité que celui-ci a dû fuir un temps.
Les partis, factions, étaient nombreuses. Les deux frères Albani (Annibale et Alessandro), neveux du pape Innocent XI étaient à la tête de voix italiennes. Un parti Autrichien et un parti Bourbon s'opposaient, disposant d'un veto pour l'Empereur et de deux (France et Espagne) pour les Bourbons. Enfin, les zelanti, proches des jésuites, refusant de se plier aux compromissions avec les pouvoirs séculiers.
Tentant de profiter de la lenteur de l'arrivée des cardinaux (seuls 36 étaient présents à l'ouverture du conclave), dans les premiers jours, Tommaso Ruffo puis Antonfelice Zondadari, Antonio Banchieri (ex-gouverneur de Rome et ex-vice-chancelier) virent leurs noms en vue, puis leurs chances s'enfuir. Après le veto (24 avril) espagnol, contre le cardinal Giuseppe Renato Imperiali, puis l'échec à sept voix près du cardinal Gianantonio Davia de Bologne (11 juin), on fut bien près de l'élection du cardinal Pier Marcellino Corradini. Mais, bien que le veto espagnol ait déjà été utilisé, les cardinaux espagnols s'y opposèrent (en menaçant de quitter le conclave). Le parti autrichien choisit d'éviter la crise, sans utiliser le veto, et proposa un cardinal âgé de 79 ans : Lorenzo Corsini qui fut enfin élu, choisit Biancheri comme secrétaire d'État et le nom de Clément.